# Port lotniczy Kéniéba
Port lotniczy Kéniéba (IATA: KNZ, ICAO: GAKA) – port lotniczy, położony w Kéniéba, w Mali.